# 刺叶属
刺叶属（学名：Acanthopyllum）是石竹科下的一个属，为多年生草本植物。该属共有50种，分布于亚洲干旱地区。